# Gle Alue Siti
Gle Alue Siti är en kulle i Indonesien.   Den ligger i provinsen Aceh, i den västra delen av landet, 1 800 km nordväst om huvudstaden Jakarta. Toppen på Gle Alue Siti är 251 meter över havet.
Terrängen runt Gle Alue Siti är varierad.Runt Gle Alue Siti är det mycket glesbefolkat, med 4 invånare per kvadratkilometer. I omgivningarna runt Gle Alue Siti växer i huvudsak städsegrön lövskog.